# (9560) Anguita
(9560) Anguita (1987 EQ) – planetoida z pasa głównego asteroid okrążająca Słońce w ciągu 3,2 lat w średniej odległości 2,17 j.a. Odkryta 3 marca 1987 roku.